# NK SAŠK Napredak
Der NK SAŠK Napredak ist ein Fußballverein aus Sarajevo in Bosnien und Herzegowina.
Der Verein wurde im Jahr 2000 durch die Fusion der beiden Fußballvereine SAŠK und NK Napredak gegründet.

## Geschichte

### SAŠK
Der SAŠK (Sarajevski Amaterski Športski Klub/Sarajevo Amateur Sport Klub) wurde 1910 gegründet und zählt zu den ältesten Vereinen in Bosnien und Herzegowina.
Im Jahr 1945 folgte den die Zwangsauflösung des Vereines, da der Verein während des Zweiten Weltkrieges an der Meisterschaft des Unabhängigen Staates Kroatien teilnahm.
Nach dem Zerfall Jugoslawiens und Ende des Bosnienkrieges wurde der Verein 1999 wieder ins Leben gerufen.

### NK Napredak
Der NK Napredak wurde während des Bosnienkrieges im Jahre 1994 gegründet.

### Premijer Liga
In der Saison 2010/11 holte die Mannschaft aus Sarajevo den ersten Platz und stieg somit in die höchste Spielklasse auf.